# Delegación de Chillán
| Delegación de Chillán    | Delegación de Chillán |
| ------------------------ | --------------------- |
| Cabecera:                | Ciudad de Chillán     |
| Cabildo o Municipalidad: | - Chillán             |
| Ubicación                |                       |
|                          |                       |

Delegación de Chillán es una división territorial de Chile. Corresponde al antiguo Partido de Chillán, que con la Constitución de 1823, cambia de denominación.
Su cabecera estaba en la Ciudad de Chillán. 
Con la ley de 30 de agosto de 1826, que organiza la República, integra la nueva Provincia de Concepción. 
Con la Constitución de 1833, pasa a denominarse Departamento de Chillán

## Límites
La Delegación de Chillán limitaba:
- Al Norte con la Delegación de San Carlos
- Al Este con la Cordillera de Los Andes
- Al Sur con la Delegación de Rere.
- Al Oeste con la Delegación de Itata